# American Society for Clinical Investigation

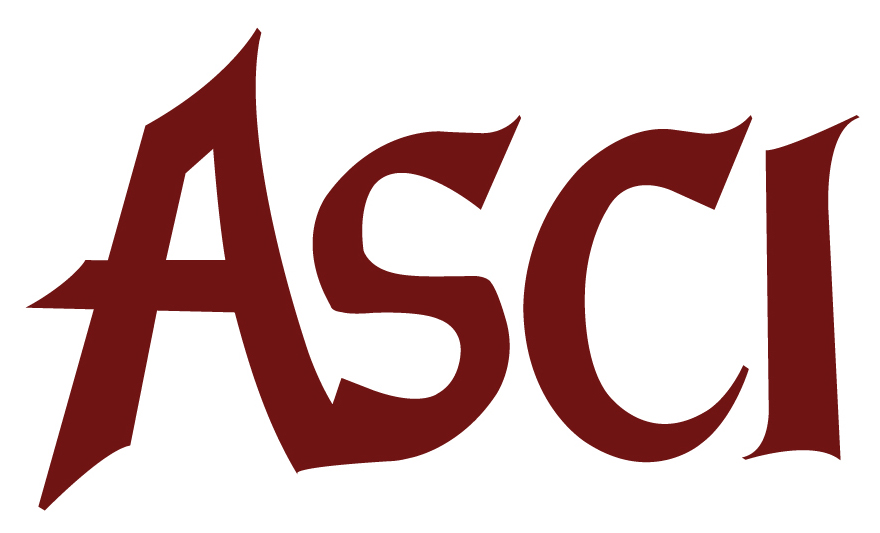
Logo der American Society for Clinical Investigation

Die American Society for Clinical Investigation (ASCI) ist eine US-amerikanische Gelehrtengesellschaft mit Sitz in Ann Arbor und wurde 1908 gegründet.
Aktive Mitglieder werden durch Zuwahl bestimmt und sollen sich durch besondere Leistungen auf dem Gebiet der klinischen Forschung hervorgetan haben. Jedes Jahr werden höchstens 80 neue Mitglieder gewählt, sie dürfen zum Zeitpunkt der Wahl höchstens 50 Jahre alt sein. 2016 gab es über 3.000 passive Mitglieder.
Erster Präsident war Samuel James Meltzer, aktuelle Präsidentin (2021/2022) ist Lorraine B. Ware.
Der Verein ist Mitglied der Federation of American Societies for Experimental Biology und gibt als wissenschaftliche Fachzeitschriften das Journal of Clinical Investigation (seit 1925) und JCI Insight (seit 2015) heraus.
Der Verein vergibt mehrere wissenschaftliche Preise, darunter seit 1998 den Stanley J. Korsmeyer Award und seit 2014 den Harrington Prize for Innovation in Medicine.